# Aphelandra macrophylla
Aphelandra macrophylla är en akantusväxtart som beskrevs av Emery Clarence Leonard. Aphelandra macrophylla ingår i släktet Aphelandra och familjen akantusväxter. Inga underarter finns listade i Catalogue of Life.